# Li Lu
Dans ce nom chinois, le nom de famille, 李 (Li), précède le nom personnel.
Pour les articles homonymes, voir Li.
Li Lu (chinois simplifié : 李录 ; chinois traditionnel : 李錄 ; pinyin : Lǐ Lù; né en 1966) est un gestionnaire de fonds et investisseur sino-américain, fondateur et président de l'entreprise Himalaya Capital Management.

## Biographie
Li Lu est né et a grandi dans la ville de Tangshan, dans la province du Hebei, en République populaire de Chine. Il est un survivant du séisme de 1976 à Tangshan. En 1985, il rejoint l'Université de Nankin et obtient un diplôme de Physique. En 1989, il participe aux manifestations de la place Tian'anmen et devient un des leaders étudiants.
Après la répression du mouvement, il quitte la Chine et part étudier à l'université Columbia. En 1990, il publie un livre à propos de son expérience en Chine intitulé Moving the mountain: My life in China (Littéralement : « Déplacer la montagne : Ma vie en Chine » ;  (ISBN 0-399-13545-6)). En 1996, il est diplômé de l'université Columbia et devient un des premiers étudiants de l'histoire de l'université à décrocher trois diplômes simultanément : un Baccalauréat en arts Économie du Columbia College, un Juris Doctor de la Columbia Law School et un Master of Business Administration de la Columbia Business School.
Après ses études, Li Lu travaille dans une banque d'investissement jusqu'à fin 1997, quand il fonde Himalaya Capital Management. De 1998 à 2004, il gère à la fois un fonds spéculatif et un fonds de venture capital. À la fin de 2004, il transforme le fonds spéculatif en véhicule d'investissement à long terme, LL Investment Partners, qui est actuellement orienté vers des opportunités globales d'investissement. Charlie Munger, vice-président de Berkshire Hathaway et partenaire depuis longtemps du légendaire investisseur Warren Buffett, est un investisseur de ce fonds, ainsi qu'un « mentor et bon ami » (selon les dires de Li Lu).
Li Lu est également connu pour avoir fait connaitre le fabricant chinois de batteries et d'automobiles BYD à Charlie Munger et Warren Buffett. Il est un conseiller informel de BYD. Le fonds LL Investment Partners possède environ 2,5 % de BYD.
En mai 2010, Li Lu aide à la traduction et la publication en chinois de Poor Charlie’s Almanack, The Wit and Wisdom of Charles T. Munger  (ISBN 978-7-208-08994-5) en Chine et écrit l'avant-propos du livre.
Li Lu est considéré comme un futur chef de file mondial par le World Economic Forum en 2001, et un compagnon de Henry Crown par l'Institut Aspen en 1998. Il est membre du Conseil des relations étrangères et de l'Organisation des jeunes présidents.